# Хандріков Лев Борисович
Хандріков Лев Борисович (10 квітня 1926—28 січня 2002) — майор Радянської Армії, учасник Другої світової війни, Герой Радянського Союзу (1945).

## Біографія
Лев Хандріков народився 10 квітня 1926 року в Сталінграді. У 1936 році переїхав до Свердловська, де закінчив сім класів школи і працював слюсарем-збирачем на заводі. У лютому 1944 року Хандріков був призваний на службу до Робітничо-селянської Червоної Армії і відправлений на фронт. Брав участь у боях на 4-му, 3-му та 2-му Українських, Карельському фронтах, двічі був поранений і контужений.
До серпня 1944 року єфрейтор Лев Хандріков був радіотелеграфістом батареї 870-го легкого артилерійського полку 11-ї легкої артилерійської бригади 7-ї артилерійської дивізії прориву 3-го Українського фронту. Відзначився під час визволення Молдавської РСР. 25 серпня 1944 року на північний схід від Мінжиру Хандріков замінив собою загиблого кулеметника і взяв активну участь у відображенні великої кількості ворожих контратак.
Указом Президії Верховної Ради СРСР від 24 березня 1945 року за «зразкове виконання бойових завдань командування на фронті боротьби з німецькими загарбниками і виявлені при цьому мужність і героїзм» єфрейтор Лев Хандріков був удостоєний звання Героя Радянського Союзу з врученням медалі за номером 9136.
Брав участь у радянсько-японській війні. Після закінчення продовжував службу в Радянській Армії. У 1949 році Хандріков закінчив Ярославське військово-політичне училище. 1966 року в званні майора його було звільнено в запас. Жив у Одесі, працював у середньому морехідному училищі.
Помер 28 січня 2002 року, похований на Другому Християнському цвинтарі Одеси.